# Yoc'h
L'île d'Yoc'h (ou Tidiog) se trouve au large d'Argenton en la commune de Landunvez et fait partie des roches d'Argenton où se trouve le phare du Four.

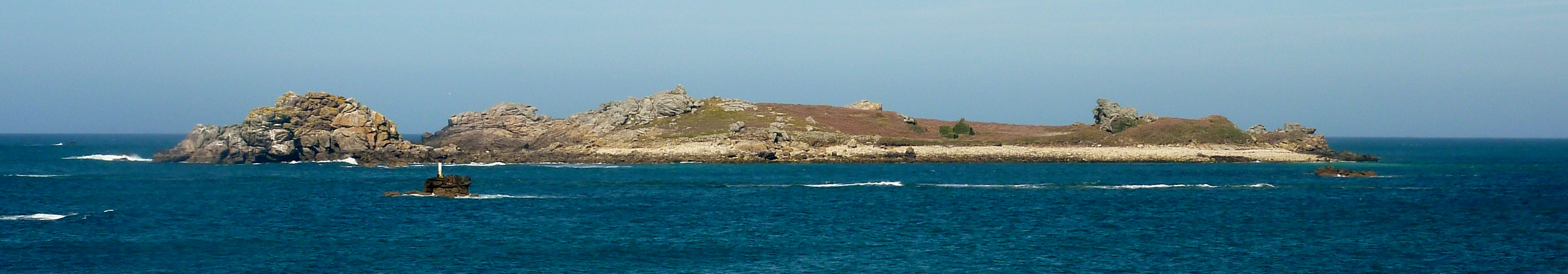
L'île d'Yoc'h (ou île d'Iock) vue depuis la presqu'île Saint-Laurent (en Porspoder).

Elle est la propriété de la Société pour l'étude et la protection de la nature en Bretagne (SEPNB).
Des structures funéraires datant du Néolithique (4500 à 2000 av. J.-C.) ont été retrouvées, datant du temps où l'île était reliée à la côte. Celles-ci comprennent un cairn néolitique et un dolmen à couloir,. Des outils, dont certains microlithes datant de l'épipaléolithique, ont aussi été retrouvés. Des fouilles archéologiques depuis 1987 ont démontré la présence à l'âge du fer ( Ier siècle av. J.-C.)  d'un village comprenant des remparts ainsi qu'au moins cinq bâtiments,  dont un atelier de bouilleurs de sel,.
C'est une île déserte qui a la particularité d'être accessible à pied lors des grandes marées basses.
On y trouve les vestiges d'une ferme liée à l'exploitation du goémon avec son four à soude. Elle a été détruite lors de la dernière guerre.
C'est un lieu de pêche à pied.